# کارل ارنست راتگنز
کارل ارنست راتگنز (به آلمانی: Karl Ernst Rahtgens)‏ سرهنگ دوم ورماخت و از اعضای کودتای ۲۰ ژوئیه علیه رژیم هیتلر و حزب نازی بود.
او در لوبک به دنیا امده بود. دایی او فیلد مارشال معروف آلمانی گونتر فون کلوگه بود.
او به دلیل شرکتش در کودتای ۲۰ ژوئیه در بلگراد صربستان دستگیر شد.
در ۳۰ اگوست ۱۹۴۴ او نیز مانند بسیاری دیگر از نظامیان آلمانی شرکت کننده در کودتا علیه هیتلر در دادگاهی نمایشی به نام دادگاه مردمی (به آلمانی: Volksgerichtshof) به مرگ محکوم شد و در همان روز در زندان پولتزنسی (به آلمانی: Plötzensee) به دار آویخته شد.